# 佩里涅 (德塞夫勒省)
佩里涅（法語：Périgné，法語發音：[peʁiɲe]）是法国德塞夫勒省的一个市镇，属于尼奥尔区。

## 地理
佩里涅（46°11'16"N, 0°15'18"W）面积21.18 平方千米，位于法国新阿基坦大区德塞夫勒省，该省份为法国西部内陆省份，北起曼恩-卢瓦尔省，西接旺代省，南至夏朗德省和滨海夏朗德省，东临维埃纳省。
与佩里涅接壤的市镇（或旧市镇、城区）包括：布托讷河畔布里尤、布吕兰、贝勒河畔塞勒、圣罗芒莱梅勒、贝勒河畔瑟孔迪涅、布托讷河畔韦尔努、梅勒。

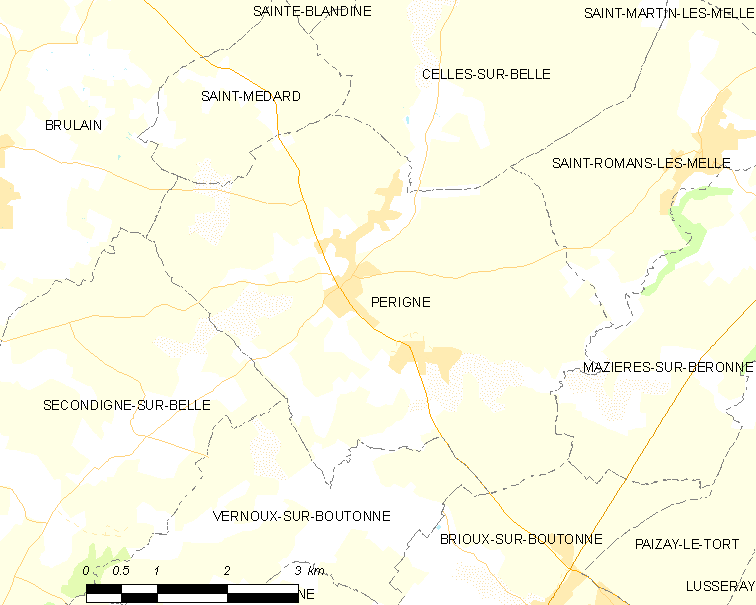
的OSM定位图

佩里涅的时区为UTC+01:00、UTC+02:00（夏令时）。

## 行政
佩里涅的邮政编码为79170，INSEE市镇编码为79204。

## 政治
佩里涅所属的省级选区为米尼翁-布托讷县。

## 人口

1962-2008年间人口变化图示

佩里涅于2022年1月1日时的人口数量为954人。